# جدعون هاوزنر
جدعون هاوزنر (بالبولندية: Gidon Hausner)‏ (و. 1915 – 1990 م) هو سياسي، وقاضي من بولندا، وإسرائيل، ولد في لفيف، توفي في القدس، عن عمر يناهز 75 عاماً.

## مناصب
تولى منصب عضو الكنيست ‏ (13 يونيو 1977–20 يوليو 1981)
- وزير بدون حقيبة وزارية (10 مارس 1974–20 يونيو 1977)[8]
- عضو الكنيست  [لغات أخرى]‏ (21 يناير 1974–10 مارس 1974)[7]
- عضو الكنيست  [لغات أخرى]‏ (17 نوفمبر 1969–21 يناير 1974)[9]
- عضو الكنيست  [لغات أخرى]‏ (22 نوفمبر 1965–17 نوفمبر 1969)[9]

.

## التعليم
تعلم في الجامعة العبرية في القدس
.

## وصلات خارجية
- جدعون هاوزنر على موقع IMDb (الإنجليزية)
- جدعون هاوزنر على موقع مونزينجر (الألمانية)
- جدعون هاوزنر على موقع قاعدة بيانات الأفلام السويدية (السويدية)
- جدعون هاوزنر على موقع كينوبويسك (الروسية)
- جدعون هاوزنر في قاعدة بيانات الأفلام على الإنترنت